# Pablo Aja
Pablo Aja (Puebla, México, 28 de enero de 1986) es un ex futbolista mexicano. Se desempeñaba como Mediocampista y se retiró en el Venados F.C. del Ascenso MX.

## Clubes
| Club             | País   | Año           |
| ---------------- | ------ | ------------- |
| Puebla FC        | México | 2007-2011     |
| Club León        | México | 2011-2012     |
| Correcaminos UAT | México | 2012-2014     |
| Venados F.C.     | México | 2015-Presente |

## Palmarés
Ligas de la Primera División de México
- Ascenso 2007 Puebla FC